# بيني بوند
بيني بوند (بالإنجليزية: Benny Bond)‏ (30 أغسطس 1904 بولفرهامبتن في المملكة المتحدة - 1 مارس 1972 بولفرهامبتن في المملكة المتحدة) هو لاعب كرة قدم بريطاني (وحمل سابقاً جنسية المملكة المتحدة لبريطانيا العظمى وأيرلندا) في مركز جناح ‏. لعب مع برمنغهام سيتي ونادي تلفورد يونايتد.